# Lijst van universiteiten in Marokko
Hieronder volgt een lijst van universiteiten in Marokko.
- Al Akhawayn Universiteit, Ifrane
- Universiteit van Al Karaouine, Fez
- Mohammed V Universiteit, Rabat
- Mohammed V Universiteit van Agdal, Rabat
- Mohammed V Universiteit van Souissi, Rabat
- Hassan II Ain Chok Universiteit, Casablanca
- Hassan II Mohammedia Universiteit, Mohammedia
- Sidi Mohamed Benabdellah Universiteit, Fez
- Mohamed Premier Universiteit, Oujda
- Moulay Ismail Universiteit, Meknes
- Cadi Ayyad Universiteit, Marrakesh
- Ibnou Zohr Universiteit, Agadir
- Chouaib Doukkali Universiteit, El Jadida
- Hassan Premier Universiteit, Settat
- Ibn Tofail Universiteit, Kenitra
- Abdelmalek Essaâdi Universiteit, Tétouan